# Joel Tropp
Pour les articles homonymes, voir Tropp.
Joel Aaron Tropp (né en juillet 1977 à Austin, Texas) est un mathématicien américain, professeur Steele Family de mathématiques appliquées et computationnelles au département d'informatique et de sciences mathématiques du California Institute of Technology. Il est connu pour ses travaux sur l'approximation parcimonieuse (en), l'algèbre linéaire numérique (en) et la théorie des matrices aléatoires.

## Formation et carrière
Tropp étudie à l'université du Texas à Austin, où il obtient un baccalauréat en mathématiques et un baccalauréat en Plan II Honors en 1999, ainsi qu'une maîtrise et un doctorat en mathématiques computationnelles et appliquées en 2001 et 2004. Sa thèse, intitulée Topics in Sparse Approximation, est supervisée par Inderjit Dhillon (en) et Anna C. Gilbert (en). Il enseigne à l'université du Michigan de 2004 à 2007. Il fait partie de la faculté du California Institute of Technology depuis 2007.

## Recherche
Dans ses premières recherches, Tropp développe des garanties de performance pour les algorithmes d'approximation parcimonieuse et de détection compressée. En 2011, il publie un article sur les algorithmes randomisés pour calculer une décomposition en valeurs singulières tronquées. Il travaille également sur la théorie des matrices aléatoires, où il établit une famille de résultats, appelés collectivement inégalités de concentration matricielle, qui inclut la limite de matrice Chernoff (en).

## Prix et distinctions
Tropp est récipiendaire du Presidential Early Career Award for Scientists and Engineers (PECASE) en 2008. En 2010, il reçoit une bourse de recherche Alfred P. Sloan en mathématiques, et il reçoit le sixième prix Vasil A. Popov en théorie de l'approximation pour son travail sur l'algorithme Matching Pursuit,. Il est lauréat du huitième prix Monroe H. Martin de mathématiques appliquées en 2011 pour ses travaux sur l'optimisation parcimonieuse. Il est reconnu comme chercheur hautement cité par Thomson Reuters en informatique pour les années 2014, 2015 et 2016. En 2019, il est nommé SIAM Fellow (en) « pour ses contributions au traitement du signal, à l'analyse des données et à l'algèbre linéaire randomisée ».